# Bertie Auld
Bertie Auld (Glasgow, 1938. március 23. – 2021. november 14.) válogatott skót labdarúgó, középpályás, edző.

## Pályafutása

### Klubcsapatban
1955 és 1961 között a Celtic labdarúgója volt. 1956–57-ben kölcsönben szerepelt a Dumbarton csapatában. 1961 és 1965 között az angol Birmingham City játékosa volt. Tagja volt az 1960–61-es idényben VVK-döntős csapatnak. 1965 és 1971 között ismét a Celtic együttesében szerepelt. Hat skót bajnoki címet és négy kupagyőzelmet ért el a glasgowi csapattal. Tagja volt az 1966–67-es idényben BEK-győztes együttesnek, de a döntőn nem lépett pályára. Az 1969–70-es idényben ismét BEK-döntőig jutott a csapattal és a milánói döntőn is szerepelt, de a holland Feyenoordtól 2–1-re kikaptak. 1971 és 1973 között a Hibernian labdarúgója volt.

### A válogatottban
1959-ben három alkalommal szerepelt a skót válogatottban.

### Edzőként
1974 és 1980 között a Partick Thistle, 1980 és 1982 között a Hibernian, 1982–83-ban a Hamilton Academical, 1986-ban ismét a Partick Thsitle, 1988-ban a Dumbarton vezetőedzője volt. A Partick Thistle és a Hibernian csapatával egy-egy bajnoki címet nyert a skót másodosztályban.

## Sikerei, díjai

### Játékosként
Birmingham City
- Angol ligakupa (EFL Cup)
  - győztes: 1962–63
- Vásárvárosok kupája (VVK)
  - döntős: 1960–61

 Celtic
- Skót bajnokság
  - bajnok (6): 1965–66, 1966–67, 1967–68, 1968–69, 1969–70, 1970–71
- Skót kupa
  - győztes (4): 1965, 1967, 1969, 1971
- Bajnokcsapatok Európa-kupája (BEK)
  - győztes: 1966–67
  - döntős: 1969–70
- Interkontinentális kupa
  - döntős: 1967

### Edzőként
Partick Thistle
- Skót bajnokság – másodosztály
  - bajnok: 1975–76

 Hibernian
- Skót bajnokság – másodosztály
  - bajnok: 1980–81